# Siphonophora platops
Siphonophora platops är en mångfotingart som beskrevs av Loomis 1941. Siphonophora platops ingår i släktet Siphonophora och familjen Siphonophoridae. Inga underarter finns listade i Catalogue of Life.